# 中国音乐文学学会
中国音乐文学学会是中国音乐文学工作者组成的群众性学术团体，由词作家乔羽、晓光、阎肃、张黎、石祥等人于1980年发起，经中华人民共和国文化部批准，在中华人民共和国民政部登记。